# R32
R32 — модель вагона Нью-Йоркского метрополитена, разработанная в 1964—1965 гг. филадельфийской компанией Budd Company для дивизиона B, состоящего из компаний BMT и IND. Она была первой моделью, изготовленной из нержавеющей стали. За рифлёность своего блестящего стального корпуса модель получила у жителей Нью-Йорка прозвище сверкающий лайнер.
До октября 2020 года R32 была старейшей моделью, находящейся в эксплуатации, она перевозила пассажиров с 1964 года, в то время как их средний срок службы составляет 35 лет; её часто приводят как пример исключительной долговечности и высокого качества изготовления. Весной 2020 года все имеющиеся составы R32 были выведены из эксплуатации и заменены на R179; летом 2020 года R32 снова ненадолго вернулись на линию, из-за сбоев в работе R179. Также R32 — последняя выведенная из эксплуатации модель, построенная ещё для NYCT, до её слияния с MTA в августе 1968.
В августе 2011 The New York Times назвала R32 «мрачным напоминанием пассажирам о доисторической подземной эпохе» и сказала, что «время взяло свою дань» с этих вагонов.

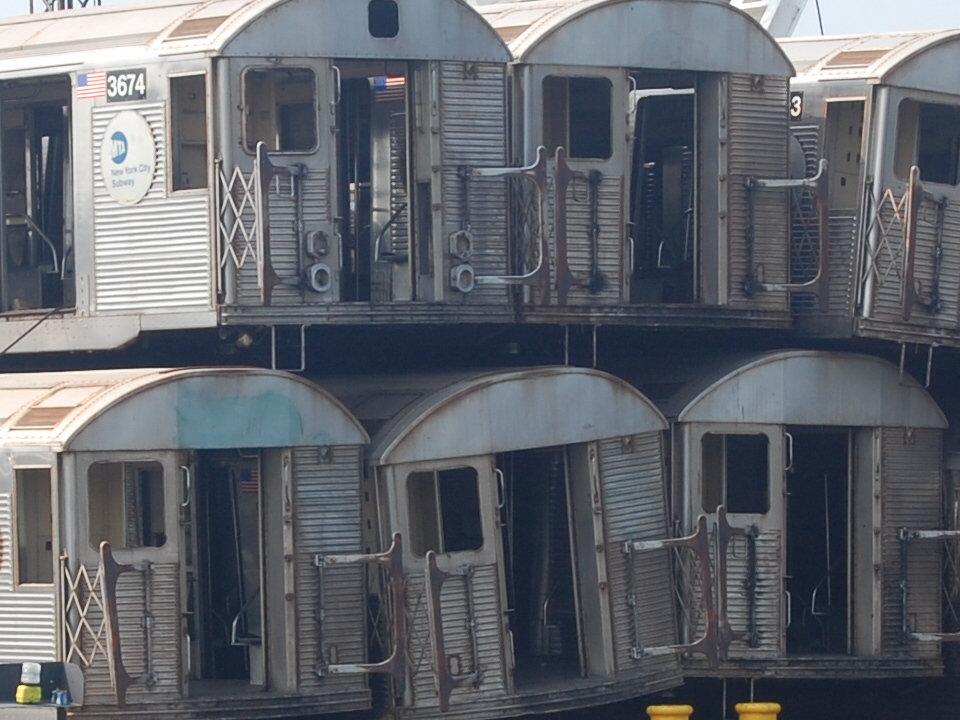
Вагоны R32 погружены на баржу, которая отвезёт их в океан, где из них будет создан искусственный риф
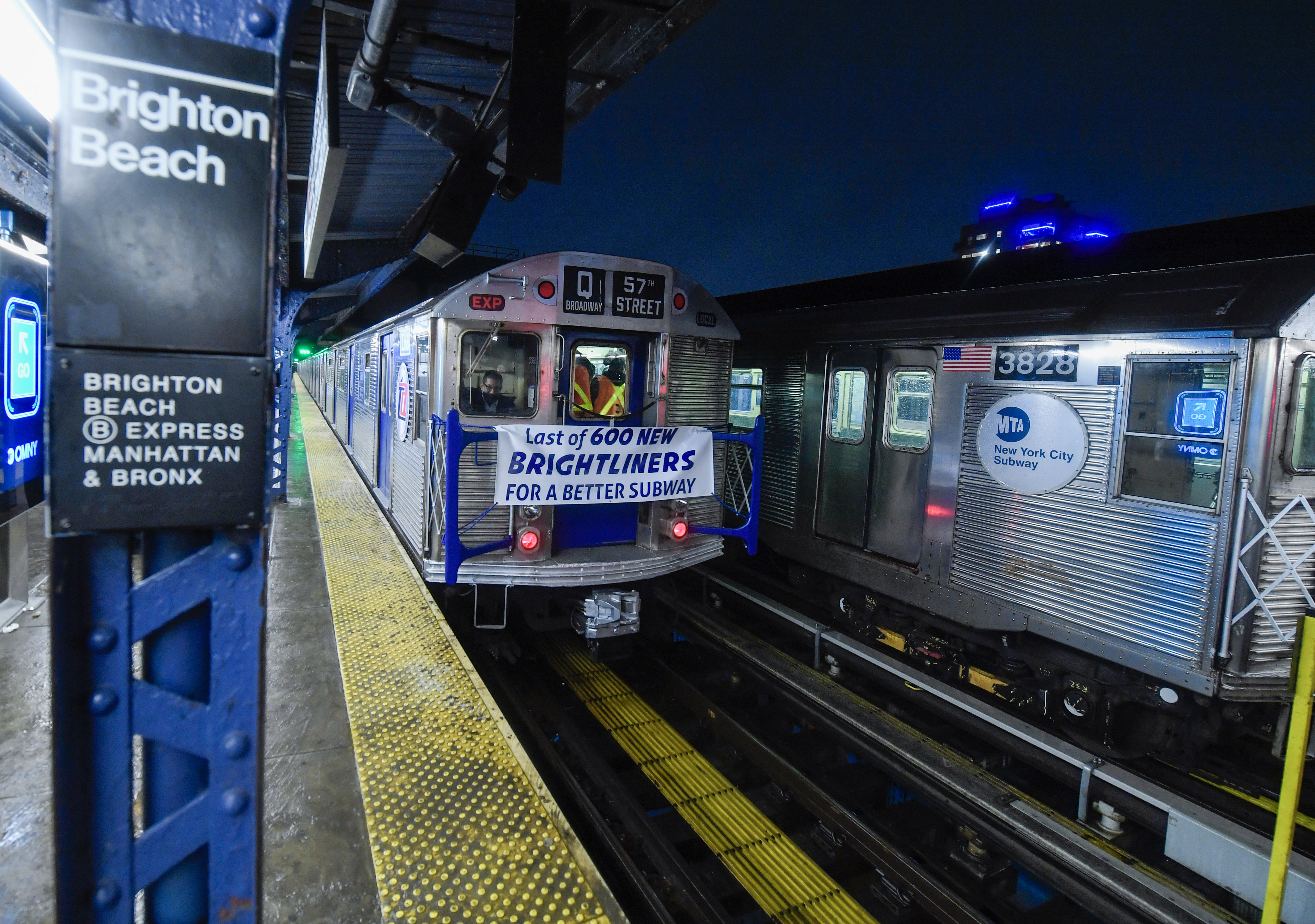
Прощальный рейс R32, январь 2022

## Происхождение
R32 были заказаны по контракту под соответствующим номером и были предназначены исключительно для южных маршрутов компании BMT. Изначально R32 использовались только на маршрутах Q, N и D.

## В массовой культуре
Поезда серии R32 использовались в игре Max Payne в главе 1 как поезд метро и главах 6 и 7 в качестве транспорта для погони за Винни Гоньитти.